# HAZUKI KATO
HAZUKI KATO（ハヅキ・カトウ）は、ロサンゼルスを拠点にするバイリンガルの女優・モデル。埼玉県出身。所属事務所はKevin's Entertainment。

## 人物
- 趣味は映画、格闘技、旅行。
- 特技は截拳道、ムエタイ、エスクリマ、キックボクシング。

## キャリア
- 2008年、大学在学中にThe Janice Dickinson Modeling Agencyのシーズン4に初のアジア人モデルとして抜擢される。その後、雑誌や広告、ファッションショーなどで広く活躍する。さらに、アメリカ、日本の番組などでリーポーターなども務めている。NHKの番組では、ジョニー・デップ、ティム・バートンにインタビューなどを行った。現在、ミュージックビデオや映画に多数出演している。

## 主な出演作

### 映画
- Ballistica （2009) Yei Fei役
- The Forest  （2011）Emi役
- SHI (2012) SHI役
- SIN REAPER 3D アイアンクロス 最恐の十字剣 （2012）　Jenny役
- Atomic Eden（2013）Reiko役
- Falcon Rising (2014) Tomoe役

### テレビ
- The Janice Dickinson Modeling Agencyメインモデル NBC/OXYGEN (2008)
- NHK 体感！デジタルパワーがやって来る メインリポーター NHK (2010)
- The League フォックス放送 (2011) Yumi役
- Tom Holland's Twisted Tale/トム・ホランドのTwisted Tale BITE（2012） Cloe役

### ミュージックビデオ
- 「Saddest Thing I know」(Birds of Tokyo)
- 「Lights」  （インターポール）
- 「Never Close Our Eyes」 （アダム・ランバート）

### 雑誌
- Life&Style magazine
- Bonfire Magazine
- Organic Spa magazine
- AFRICAN VIBES magazine
- 944 magazine

### CM
- Pepsi Zero
- Apple
- Bud Light

### 広告
- Sprint
- Verizon
- Skelanimals
- Mac